# Маренич, Анатолий Григорьевич
Анато́лий Григо́рьевич Маре́нич (17 (30) января 1905, Харьков — 7 октября 1972, Свердловск) — советский артист оперетты, киноактёр, народный артист РСФСР (1960).

## Биография
Родился 17 (30) января 1905 года в Харькове в многодетной семье.
Сценическую деятельность начал в 1923 году, дебютировал в театре «Металлист» (Харьков), в 1924—1932 играл в опереточных труппах Харькова, Ленинграда, Ташкента, Киева, Ростова-на-Дону и др.
С 1933 года — артист Свердловского театра музыкальной комедии. Сценические образы А. Маренича сочетают гротесковую остроту с реалистической достоверностью, его игра отличается лёгкостью диалога, тонким чувством ритма, выразительностью пластического рисунка роли. «Фантастически талантливый комик с трагическим лицом» (В. Барынин). Поставил ряд спектаклей как режиссёр.
В 1948 году удостоен звания заслуженный артист РСФСР. Награждён в 1953 году орденом Трудового Красного Знамени, в 1960 году удостоен звания народный артист РСФСР. Наряду с Г. М. Яроном и М. Г. Водяным считается лучшим советским комиком в жанре оперетты.
Был женат на актрисе Свердловского театра музкомедии Полине Емельяновой.
Скончался 7 октября 1972 года в Свердловске. Похоронен на Широкореченском кладбище.

## Премия им. А. Г. Маренича
С 1991 года в Свердловском театре музыкальной комедии присуждается внутритеатральная Премия им. А. Г. Маренича, присуждаемая «друзьям театра» за вклад в развитие жанра оперетты. Среди её лауреатов: Нина Энгель-Утина, Эдуард Жердер, Галина Петрова, Владимир Смолин, Герард Васильев, Максим Дунаевский.

## Роли в театре
- 1935 — «Холопка» Н. М. Стрельникова — Митрусь
- 1955 — «Марк Береговик» К. А. Кацман — Кошкаров
- «Свадьба в Малиновке» Б. А. Александрова — Яшка-артиллерист
- «Трембита» Ю. Милютина — Богдан Сусик
- «Беспокойное счастье» Ю. Милютина — Бурмак
- «Огоньки» Свиридова — Аполлинарий
- «Вольный ветер» И. Дунаевского — Филипп
- «Белая акация» И. Дунаевского — Яшка-буксир
- «Табачный капитан» В. В. Щербачёва — Свиньин
- «Баядера» И. Кальмана — Наполеон
- «Сильва» И. Кальмана — Бони
- «Черный дракон» Д. Модуньо — Трепло

## Фильмография
- «Званый вечер с итальянцами» (фильм-спектакль) — Шуфлери
- «В огне брода нет» — Мрозик